# Galería de arte contemporáneo

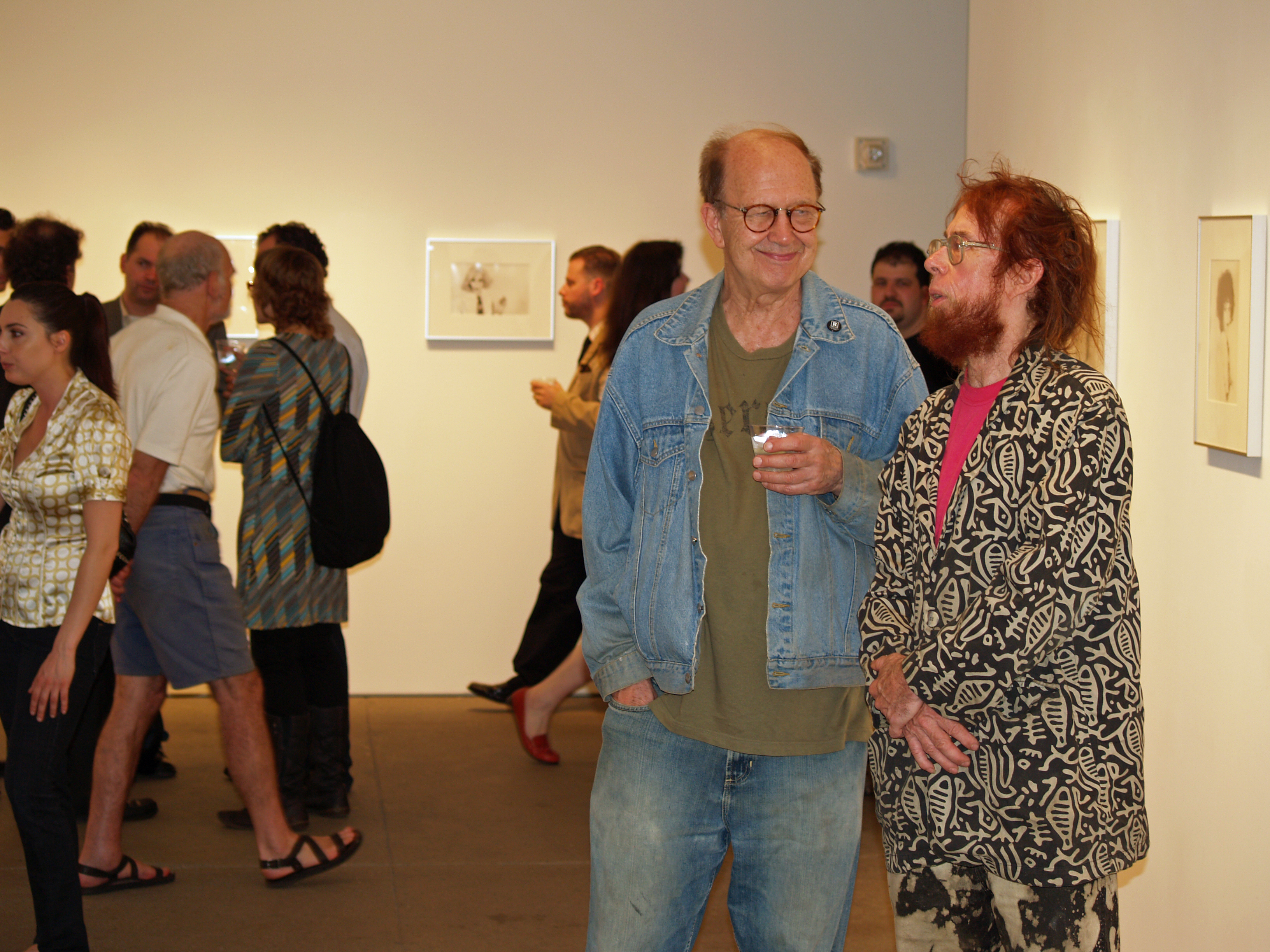
Galería de arte contemporáneo Yancey Richardson, Nueva York, Estados Unidos.Foto tomada por: David Shankbone, mayo 2007.

Una galería de arte contemporáneo es una galería de arte dedicada al arte contemporáneo — es decir desde 1945 : artes plásticos pintura, escultura, fotografía, etc
La galería de arte contemporáneo juega pues un rol clave en el desarrollo y el porvenir de la carrera de los artistas que representa.
Un pequeño número de galerías se consagran exclusivamente a la fotografía. 

## Funciones
Una galería de arte contemporáneo tiene dos funciones : visibilizar la obra de un artista en general que vive, y comercializarla. Tiene pues una responsabilidad muy importante y probablemente durante mucho tiempo subestimada en el panorama cultural actual y futuro.  	 
1. Visibilizar es poner en escena el trabajo del artista. La galería de arte contemporáneo será en general el primer lugar donde las obras son vistas por un público numeroso y anónimo, y donde estas obras por lo tanto, serán apreciadas y sometidas a una crítica externa. Pero es un lugar transitorio (en general de tres a ocho semanas de exposición).
2. Comercializar las obras, esto es, venderlas, es confirmar una validación por el público del trabajo del artista. La galería y la artista necesitan de ello para vivir, pero también para ser reforzados en su elección. El arte que está sujeto a una apreciación siempre muy subjetiva, necesita esta confirmación. Incluso si se habla menos, si es menos visible, más privada, la validación del trabajo de un artista por la adquisición de su trabajo es probablemente la más importante porque es más evidentemente sincera (el comprador se compromete personalmente y paga el premio) que la crítica, el reconocimiento muséale o institucional.

## Los grandes galerías de fama mundial de arte contemporáneo

### España
- Galería Lola Llinares, Calpe (Alicante). Página web
- Galería BARÓ ( Palma de Mallorca )

### Francia
- Galería A2Z Arte Gallery, París
- Galerie Chirvan, París
- Galería Marian Goodman, París
- Galería Chantal Crousel, París
- Galería Denise René, París
- Galería Yvon Lambert, París
- Galería Daniel Lelong, París
- Galería Kamel Mennour, París
- Galería Jérôme de Noirmont, París
- Galería Emmanuel Perrotin, París
- Galería Daniel Templon, París
- Galería Georges-Philippe y Nathalie Vallois, París
- Galería Nathalie Obadia, París
- Galería Michel Riñón, París
- Galería Farideh Cadot, París

### Suiza
- Galería 2016, Hauterive
- Galería Bruno Bischofberger
- Galería Daniel Lelong

### Bélgica
- Galería Mulier Mulier, Knokke
- Galería Xavier Hufkens, Bruselas
- Galería Rodolphe Janssen, Bruselas
- Elaine Lévy Project, Bruselas
- Galería Almine Rech, Bruselas
- Galería Aeroplastics contemporary, Bruselas

### Gran Bretaña
- Galería White Cube, Londres
- Galería Saatchi, Londres
- Galería Gagosian, Londres
- Galería Hauser & Wirth, Londres
- Galería Lisson, Londres
- Galería Michael Werner, Londres

### Italia
- Alfonso Artiaco, Nápoles
- Galleria Continuó, San Gimignano
- Massimo Minini, Brescia
- Francesca Minini, Milán
- Raffaella Cortese, Milán
- Ligó Rumma, Nápoles, Milán
- Massimo De Carlo, Milán
- Galleria Dep Arte, Milán
- Galleria Giò Marconi, Milán
- Galería Gagosian, Roma
- Monitor Gallery, Roma

### A Estados Unidos
- Galería Leo Castelli, Nueva York
- Galería Paula Cooper, Nueva York
- Galería Gagosian, Nueva York, Los Ángeles
- Galería Barbara Gladstone, Nueva York
- Galería Marian Goodman, Nueva York
- Galería Hauser & Wirth, Nueva York
- Galería Lelong, Nueva York
- Galería Emmanuel Perrotin, Nueva York
- Galería Sonnabend, Nueva York
- Galería PaceWildenstein, Nueva York
- Galería Michael Werner, Nueva York

### A Japón
- Galería Itsutsuji, Tokio
- Galería de arte Japón

## Galerías consagradas a la fotografía

### Francia
- Galería Agathe Chaval
- Galería Blin más Blin
- Galería Françoise Paviot
- Galería Esther Woerdehoff
- Galería Fisheye
- Galería Hegoa
- Galería Polka
- Galería Thierry Marlat
- Galería RX
- Galería Vista
- Las Duchas La Galería
- School Gallery (Seria « Secreto Eden » de Sacha Goldberger, noviembre diciembre de 2016)